# Pueblo, Igualdad y Democracia
El Movimiento Pueblo, Igualdad y Democracia (PID) es un movimiento político ecuatoriano. Surgió en 2017, como un colectivo social de apoyo al gobierno de Lenín Moreno, liderado por el primo del presidente Moreno, Arturo Moreno. Posteriormente, se consolidó como una agrupación política, al ser inscrita en el Consejo Nacional Electoral en abril de 2022.
En 2023, se une a la coalición política Acción Democrática Nacional, con la que Daniel Noboa fue electo presidente en las elecciones extraordinarias de 2023. Fue una de las agrupaciones políticas que conformaron la coalición de gobierno hasta antes de las elecciones presidenciales de 2025.

## Historia
Tras la proclamación de la candidatura de Lenín Moreno a las elecciones presidenciales de 2017, algunos de sus familiares crearon colectivos, que fungían como "frentes de apoyo" a la candidatura de Moreno. Es así que surgieron tres agrupaciones: "Lenín es Pueblo", encabezada por Gary Moreno, hermano mayor de Lenín; "Ecuatoriano Unido por Lenín Moreno", creada por Edwin Moreno, otro de los hermanos de Lenín Moreno; y "Pueblo, Igualdad y Democracia" (PID), liderada por Arturo Moreno Encalada, primo de los hermanos Moreno Garcés. Lenín Moreno venció en dichos comicios y fue cuando aquellos colectivos buscaron convertirse en movimientos políticos: Ecuatoriano Unido por Lenín Moreno se transformó en el Movimiento Ecuatoriano Unido (EU) y Lenín es Pueblo, en el Movimiento Libertad es Pueblo (LP). En el caso de PID, Moreno Encalada empezó con el trámite para su inscripción en octubre de 2017, cinco meses después de la posesión de Lenín Moreno.
Mientras que las tres agrupaciones aún se encontraban en el proceso de inscripción, el gobierno de Moreno convocó a una consulta popular, realizada en febrero de 2018. EU, LP y PID anunciaron su apoyo a la consulta e hicieron campaña a favor del Sí. Poco después, Ecuatoriano Unido y Libertad es Pueblo completaron su inscripción en el Consejo Nacional Electoral (CNE), mientras que PID tenía dificultades en conseguir la cantidad mínima de firmas requeridas, pero se mantenía activo, apoyando al gobierno de Moreno. No obstante, las tiendas políticas de la familia Moreno, carecían de una identidad política y apoyo popular, fungiendo como "partidos fachada", en el que se realizaba el lavado de activos de la corrupción de sus dirigentes.
Para las elecciones seccionales de 2019, tanto EU como LP pudieron participar con sus respectivas listas; no obstante, Pueblo, Igualdad y Democracia al encontrarse aún en proceso de inscripción, participó en los comicios con sus candidatos, participando bajo otras banderas políticas, tanto de izquierda como de derecha. En diciembre de 2020, el PID realizó la entrega de las firmas y demás requerimientos al CNE para su ingreso al registro electoral. No obstante, el Consejo Nacional Electoral negó la inscripción de PID, en enero de 2022, debido a que no subsanó requisitos contemplados en el Código de la Democracia, relacionados con la conformación de su estructura nacional y tener un centro de formación política. Arturo Moreno apeló dicha decisión ante el Tribunal Contencioso Electoral. Aquel organismo falló a favor del PID, ordenando su inscripción, a pesar de no cumplir con los requisitos. Finalmente, el Movimiento Pueblo, Igualdad y Democracia fue inscrito por el CNE el 28 de abril de 2022, otorgándole la Lista 4, la misma que pertenecía al ya extinto Movimiento Ecuatoriano Unido.
El PID debutó electoralmente en los comicios seccionales de 2023, en los que, al igual que lo hicieron anteriormente los otros movimientos políticos de la familia Moreno, realizó una discreta participación, participando en la gran mayoría de provincias y cantones, con coaliciones en las que Pueblo, Igualdad y Democracia tenía una nula representación, siendo los candidatos independientes o partidarios de otras tiendas políticas. Entre los principales candidatos estuvieron: Jorge Yunda para la alcaldía metropolitana de Quito, y Nicolás Lapentti Carrión para la Prefectura de Guayas. En aquellas votaciones, el PID no obtendría ninguna prefectura, y a nivel cantonal, consiguieron seis alcaldías, aunque ninguno de los alcaldes electos pertenecía al movimiento.
Por tal motivo, Pueblo, Igualdad y Democracia se encontraba en riesgo de perder su registro electoral si hubiese repetido otra mala participación. Es en esta coyuntura, que se presentan las elecciones presidenciales extraordinarias de 2023, en las que el PID acoge la candidatura de Daniel Noboa, quien se encontraba formando su propia tienda política al momento del llamamiento a elecciones, por lo que necesitaba de algún movimiento que se encontrase ya habilitado. Es así como surge la coalición Acción Democrática Nacional (ADN), la cual, además del PID y el movimiento de Noboa (denominado en sí ADN), estaba conformado también por el Movimiento MOVER, que es la actual denominación del antiguo Alianza PAIS. La candidatura de Daniel Noboa se encontraba muy rezagada en los sondeos de intención de voto, hallándose entre el quinto y el sexto lugar, no obstante, tras el debate electoral, Noboa despuntó en las encuestas, logrando el segundo lugar en la primera vuelta electoral. En las simultáneas elecciones legislativas, ADN obtuvo 14 escaños, debido al arrastre de votación de Noboa. Sin embargo, de aquellas 14 curules, tan solamente Arturo Moreno pertenece al PID. Para el balotaje, la candidatura de Daniel Noboa aglutinó todo el voto "anticorreísta", siendo electo con el 51,83%. De esta forma, el PID se benefició inesperadamente, salvándose de la eliminación, e inclusive, desde la posesión de Noboa, el 23 de noviembre de 2023, forma parte de la coalición de gobierno.
En la actualidad, el movimiento se encuentra dividido en dos facciones, debido a disputas internas durante la campaña de las últimas elecciones. Una de las facciones, afirma que destituyó a Arturo Moreno de la Dirección Nacional, eligiendo a Galo Plaza Gorozabel en su lugar. Por otra parte, la facción de Moreno desconoce aquel nombramiento, ratificando la permanencia de Arturo Moreno al frente del PID. Ante esta disputa, el CNE emitió un documento en el que reconoce solamente a Moreno como Director Nacional del Movimiento Pueblo, Igualdad y Democracia.
Para las elecciones presidenciales de 2025, Pueblo, Igualdad y Democracia decide abandonar la coalición ADN y postular a la presidencia al general Víctor Aráus.

## Resultados electorales

### Elecciones presidenciales
|  | 23,48 % |

|  | 51,83 % |

|  | 0,25 % |

### Elecciones legislativas
| Año  | Asamblea          | Asamblea  | Asamblea | Asamblea | Notas                                |
| Año  | Cabeza de lista   | Votos     | % votos  | Escaños  | Notas                                |
| ---- | ----------------- | --------- | -------- | -------- | ------------------------------------ |
| 2023 | Valentina Centeno | 1 253 536 | 14.77    | 14/137   | Parte de Acción Democrática Nacional |
| 2025 | Arturo Moreno     |           |          | 0/151    |                                      |